# Béatrice Edwige
Béatrice Edwige (født 3. oktober 1991 i Paris, Frankrig) er en kvindelig fransk håndboldspiller, som spiller stregspiller for Győri Audi ETO KC og for Frankrigs kvindehåndboldlandshold. Hun var med til VM i håndbold 2015 i Danmark.
Hun var med til at vinde OL-guld i håndbold for Frankrig, ved Sommer-OL 2020 i Tokyo, efter finalesejr over Rusland, med cifrene 30-25.